# Népszerű csillagászattan
A Népszerű csillagászattan – az égboltozat egyetemes leírása (eredeti cím: Astronomie populaire) Camille Flammarion magyarul 1880-ban megjelent hat kötetes munkája (magyarul minden kiadásban két kötetben jelent meg).

## Magyarországi története
A mű  Magyarországon viszonylag sok kiadásban jelent meg. Először Huszár Imre és dr. Hoitsy Pál fordításában. Huszár a mű körülbelül első negyedét fordította.
Ez az első kiadása 1880-ban jelent meg füzetekben a Népszerű tudományok könyvtára sorozatban, így ennek példányai könyvkötői kötésben maradtak fenn. Az I. kötet anyaga 1880-ban jelent meg Rautmann Frigyes Könyvkiadóhivatala gondozásában. A II. kötetet évszám feltüntetése nélkül (1882?) Wilckens és Waidl Kiadóhivatala adta ki. A köteteket Wilckens és Waidl könyvnyomdája nyomtatta Budapesten. A mű 360 ábrával, színezett kőnyomattal, csillagászati térképpel és egyéb képpel, magyarázó ábrával illusztrálva jelent meg.

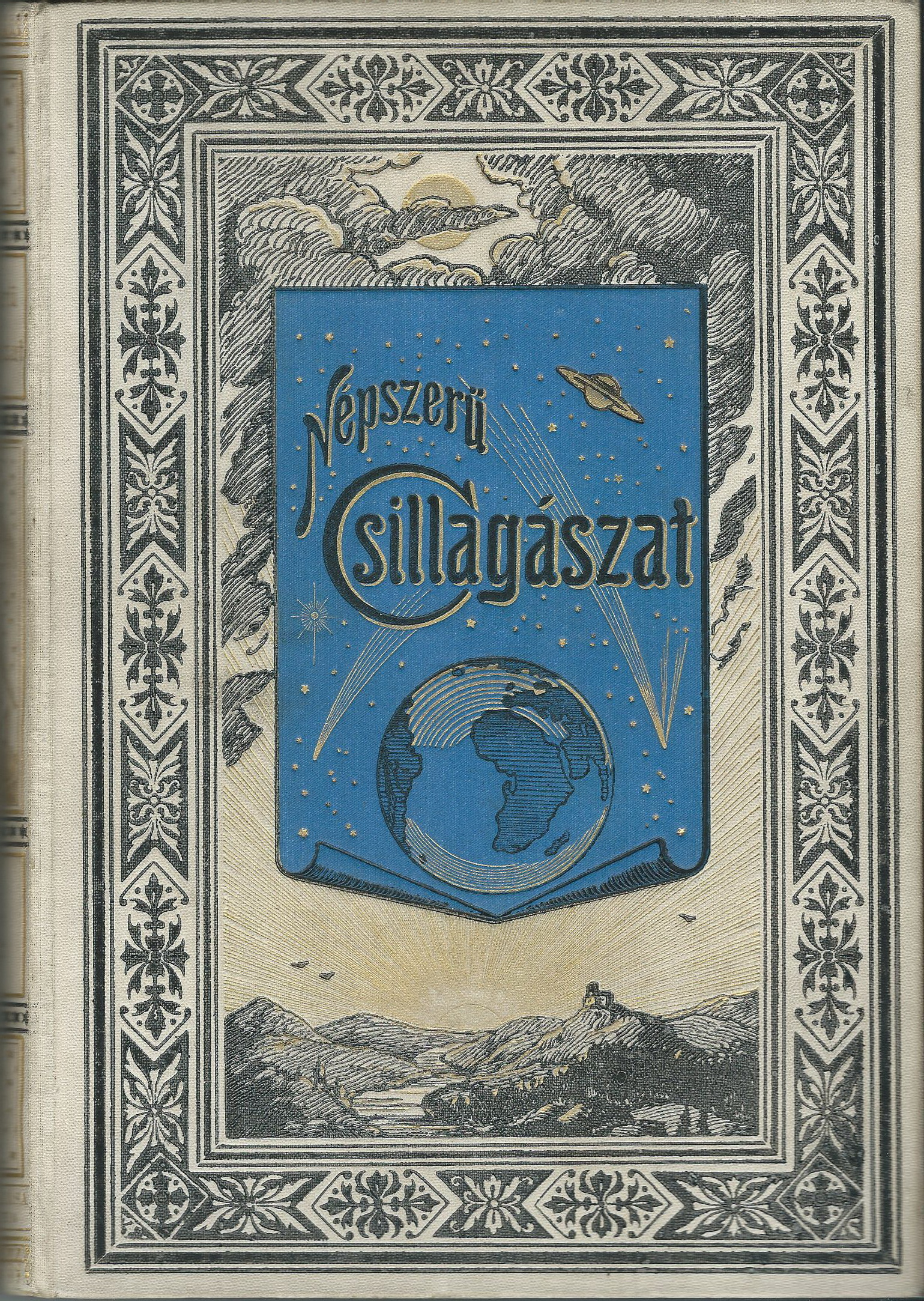
Az 1900-as Pallas kiadás

Második, változatlan szövegű kiadása 1885-ben jelent meg a Pallas Irodalmi és Nyomdai Rt. gondozásában 340 + 345 oldal terjedelemben 27 x 19 cm méretben. Fordítóként csak Hoitsy Pál lett feltüntetve.
Harmadik, javított kiadása némileg korszerűsített, Népszerű Csillagászat, Az Égbolt Egyetemes Leírása címmel jelent meg 1900-ban. Ennek kiadója, valamint az előszót író fordítója, Hoitsy Pál nem vesz tudomást az 1898-as Vass féle kiadásról, és ezt nevezik harmadik, javított kiadásnak.
A hivatalos harmadik kiadás előtt, 1898-ban jelent meg A csillagok világa (Népszerű csillagászat I-II.) címmel Vass József Minta-Antiquarium és Könyvkereskedése kiadásában Budapesten. A borítón A csillagok világa, a gerincen a Népszerű csillagászat I-II. cím olvasható. Fordította: Zempléni P. Gyula, 21 cm x 14 cm, 475 oldal. Ez legalább öt kiadást ért meg és a kiadó állítása szerint figyelembe vették az újabb francia kiadásokat. Az újabb kiadások feltüntetett dátuma mindezek ellenére maradt 1898, és a két kötetet a kiadó minden kiadásnál egybe köttette. A kiadásoknál a borító díszes, rajzos kialakítása ugyanaz maradt, de a háttér színe változott. Az elsőnél például világoskék, a negyedik kiadás piros.

### Magyar kiadások
- Népszerű csillagászattan. Az égboltozat egyetemes leírása; Rautmann, Bp., 1880–1881
  - 1. 1880; ford. Huszár Imre
  - 2. 1881; ford. Hoitsy Pál
- A csillagvilág csodái. Népszerű csillagászattan és az égboltozat egyetemes leírása, 1-2.; ford. Hoitsy Pál; Pallas, Bp., 1888
- A csillagok világa. Népszerű csillagászat, 1-2.; ford. Zempléni P. Gyula; Vass J., Bp., 1898

## Tartalom
Flammarion sorra veszi a Naprendszer égitestjeit a Földtől kiindulva, a Hold, a Nap, a bolygók, kisbolygók, üstökösök világát. Majd kitekintést ad a távolabbi csillagok, kettős és többes csillagrendszerek, csillaghalmazok világára, csillagközi felhők, ködök csodáira. Ebben a korban még a Tejútrendszert tekintették a világegyetemnek. A korabeli távcsövekkel is látható, távoli galaxisokról úgy gondolták, hogy azok is a Tejútrendszerben lévő csillagok, vagy a látható kiterjedéssel, nem pontszerűnek látszókról hogy ködök, vagyis por- és gázfelhők.
Ennek ellenére a mű rendkívül érdekes és olvasmányos, és érdemes elgondolkodni azon, mennyit fejlődött a csillagászat az elmúlt több mint száz év alatt.
Külön érdekességgel bírnak azok az illusztrációk, amelyek például a Föld elképzelt képét mutatják a világűrből, illetve a Hold zord, sziklás vidékéről nézve mutatják a „teliföldet”, s amelyek valódi fotói majd csaknem egy évszázaddal később járják be a világot.

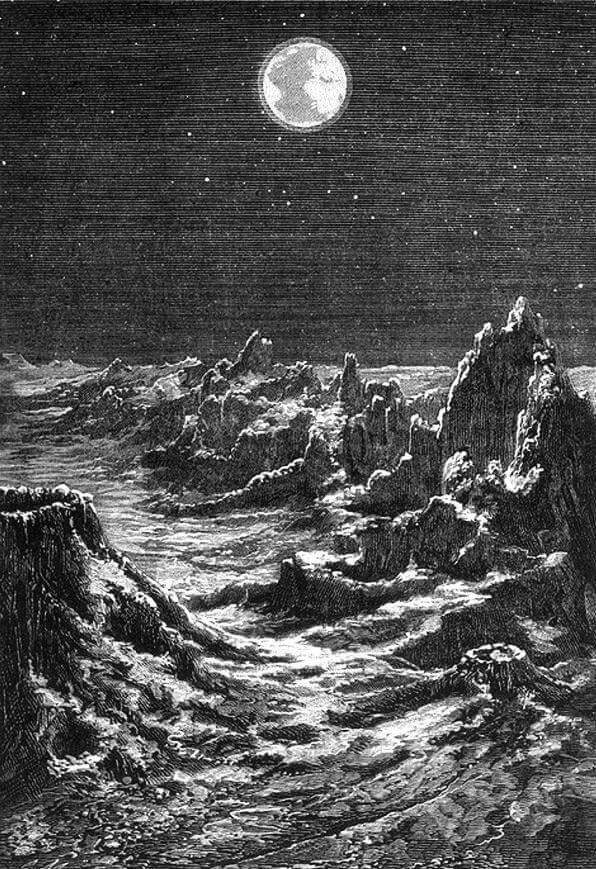
Illusztráció Flammarion művéből (1880)
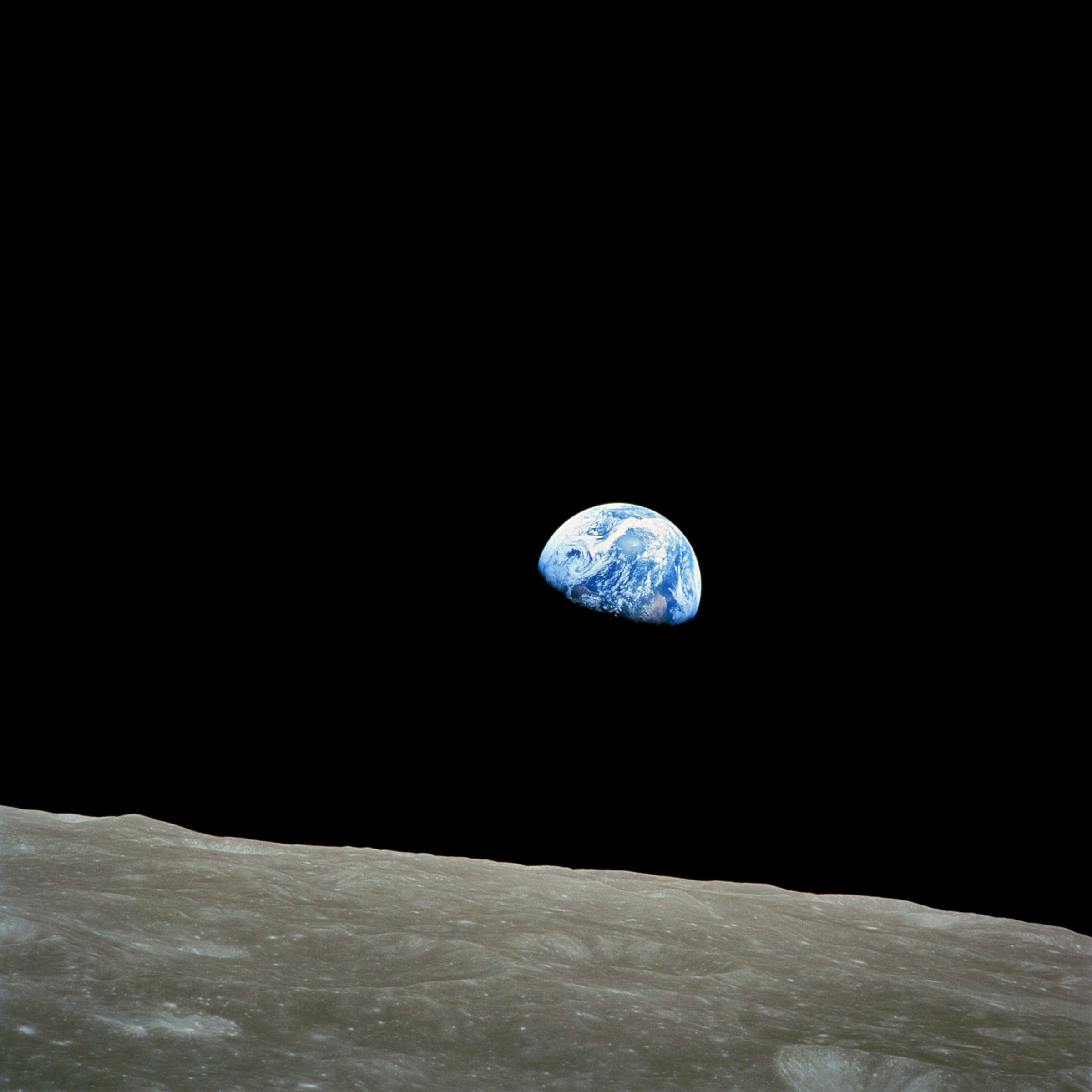
„Földfelkelte”[5] Az Apollo-8 felvétele 1968. december 24-én